# Directorium Inquisitorum

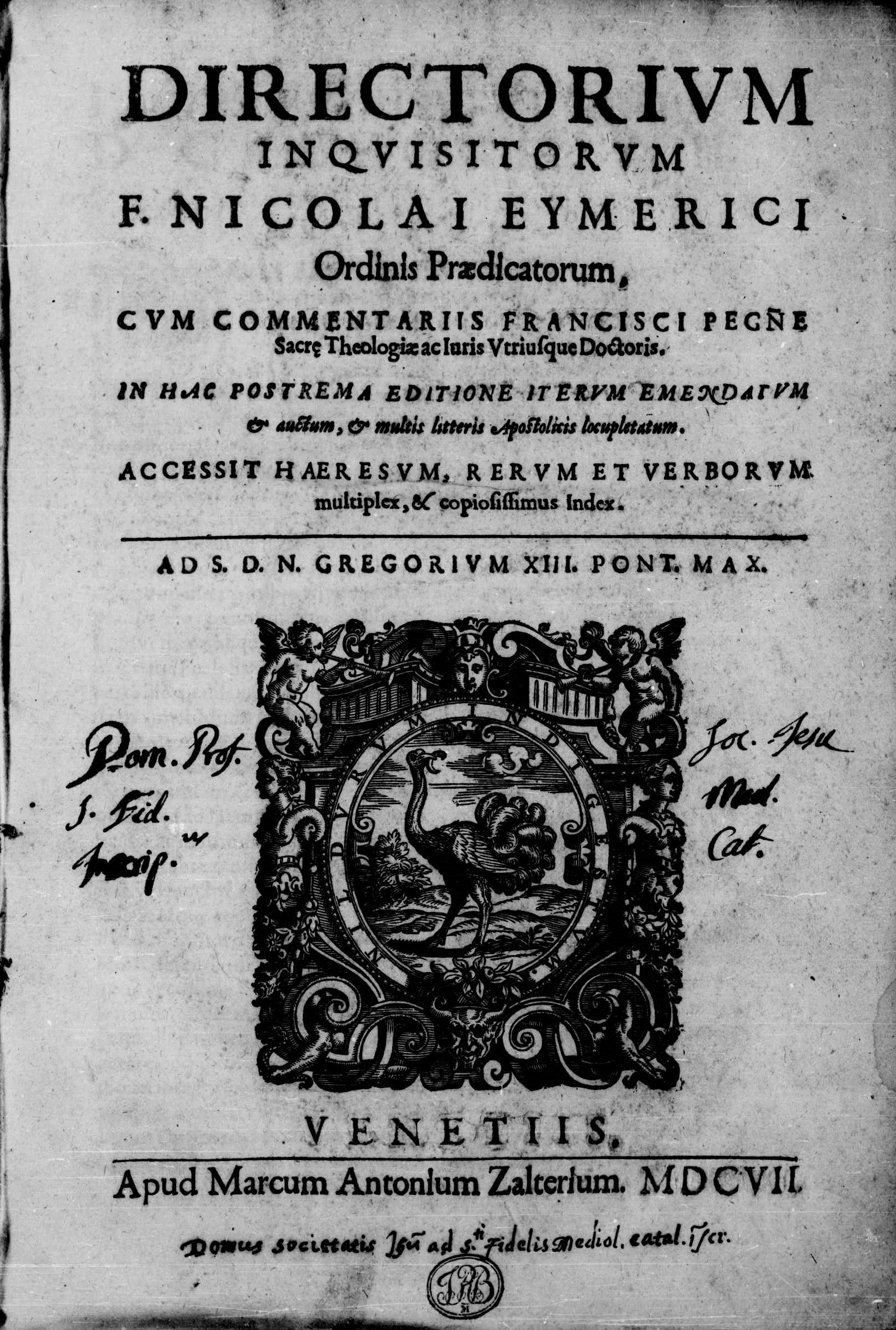
Directorium inquisitorum

Directorium Inquisitorum – ukończony ok. 1376 podręcznik dla inkwizytorów autorstwa katalońskiego teologa i inkwizytora Nicolasa Eymerica.

## Treść
Directorium Inquisitorum składa się z trzech części:
- De fide catholica – obszerny wykład wiary katolickiej;
- De haeretica pravitata – część zawierająca najważniejsze dekrety papieskie dotyczące herezji oraz inkwizycji, zamieszczone w papieskich kodyfikacjach (Decretales Grzegorza IX, Liber Sextus Bonifacego VIII oraz Clementinae Klemensa V);
- Practica officii inquisitionis – część stanowiąca obszerny wykład procedury inkwizycyjnej.

### Szczegółowe poglądy autora
Podręcznik Eymerica jest często przytaczany jako jeden z pierwszych obszerniej zajmujących się tematyką czarów.  Przy pisaniu tej księgi Eymeric używał wielu grymuarów, które uprzednio skonfiskował oskarżonym o czary. Opisywał on różne zakazane praktyki magiczne, między innymi: chrzest obrazów, okadzanie głowy nieboszczyków, sypanie soli w ogień, palenie zwłok zwierząt i ptaków, przyzywanie duchów, inwokowanie niezrozumiałych imion oraz mieszanie imion aniołów i demonów. Uważał czary związane z demonami za herezję i podzielił je na dwie kategorie: dulia i latria. Dulia czyli „fałszywa cześć” wiązała się z wzywaniem imion diabłów w litanii w celu wyjednania ich wstawiennictwa przed Bogiem. Poważniejsza latria czyli „fałszywy kult” polegała na składaniu ofiar i modłach do diabłów oraz paleniu im świec i kadzideł. Eymeric był jednym z pierwszych, którzy potępiali wszelkie formy przyzywania demonów - w popularnym wyobrażeniu nawet święci mogli zawierać pakty z siłami nieczystymi, jak wskazywał przykład św. Teofila, który zawarł pakt z diabłem by ułatwić sobie karierę w Kościele. W związku z powyższymi poglądami Eymeric bywa uważany za prekursora polowań na czarownice, w rzeczywistości jednak był on zainteresowany jedynie tradycyjną magią rytualną, brak natomiast w jego dziele takich charakterystycznych dla późniejszych procesów o czary elementów jak loty na sabat czy stosunki seksualne z demonami.
Podręcznik Eymerica jest też często przytaczany ze względu na wyartykułowane tam poglądy dotyczące stosowania tortur. Eymeric stał na stanowisku, że tortury są zwodnicze i nieefektywne. Jednak mimo to był pierwszym inkwizytorem, który podał sposób na obchodzenie kościelnego zakazu wielokrotnego poddawania torturom. Twierdził, że zakaz ten odnosi się do pojedynczego oskarżenia i wobec tego dla każdej herezji można stosować osobną sesję tortur.

## Rozpowszechnienie dzieła
Directorium Inquisitorum był bez wątpienia najpopularniejszym podręcznikiem dla inkwizytorów od XV do XVII wieku. Dzieło to zachowane jest w 25 rękopisach rozproszonych po niemal całej Europie. Z oczywistych względów służyło ono najpierw głównie inkwizytorom w Aragonii, jednak już w pierwszej połowie XV wieku poświadczone jest wykorzystywanie tego podręcznika także przez inkwizytorów w tak odległych od Aragonii krajach jak Niemcy i Polska. Mniej popularny był początkowo we Włoszech, gdzie brak jest śladów jego znajomości przed ok. 1520, co mogło być spowodowane tym, że włoscy inkwizytorzy mieli pod dostatkiem własnych podręczników, takich jak np. anonimowe dzieło De officio inquisitionis (ok. 1320) dla inkwizytorów Bolonii i Ferrary.
Pierwsze drukowane wydanie Directorium Inquisitorum ukazało się w Barcelonie w 1503 roku, choć już trzy lata wcześniej w Sewilli wydrukowano niewielki fragment tego dzieła pod tytułem Summa utilissima errorum & heresum. Kolejne wydanie ukazało się w 1578 roku w Rzymie, uzupełnione o komentarze hiszpańskiego kanonisty w służbie Inkwizycji Rzymskiej Francisco Peña. W tej postaci Directorium Inquisitorum stał się głównym podręcznikiem inkwizytorów we Włoszech przez kolejnych kilkadziesiąt lat. Kolejne drukowane wydania, z komentarzami Francisco Peña, ukazały się w Rzymie w 1585 i 1587 oraz w Wenecji w 1595 i 1607.